# شیطان در جزئیات است (فیلم ۲۰۱۳)
شیطان در جزئیات است (به انگلیسی: The Devil's in the Details) که در ایران با عنوان هر لحظه التهاب شناخته می‌شود یک فیلم اکشن و دلهره‌آور آمریکایی محصول سال ۲۰۱۳ به کارگردانی و نویسندگی ویمون بون است. این فیلم یک کهنه سرباز ارتش آریزونا را در بر می‌گیرد که از یک تجربه نظامی دچار اختلال استرس پس از سانحه می‌شود، زمانی که در نقشه یک کارتل مواد مخدر مکزیکی گرفتار می‌شود. در این فیلم ری لیوتا، امیلیو ریورا، جوئل ماتیوس، ریموند جی بری، نوئل گوگلیمی، لین گریسون و جیک جاکوبسون به ایفای نقش پرداخته‌اند.
این فیلم در ایالات متحده به صورت دیسک بلوری و دی‌وی‌دی در ۱۲ مارس ۲۰۱۳ منتشر شد.